# Lucky Cement
Lucky Cement Limited — крупнейший производитель цемента в Пакистане. Акции компании включены в листинг фондовой биржи Карачи и базу расчёта фондового индекса KSE 30.

## История
Компания была основана в 1993 году.